# Christian Tybjerg
Hans Christian Tybjerg (8. oktober 1815 i København – 13. maj 1879 sammesteds) var en dansk arkitekt i senklassicismen.

## Uddannelse
Hans forældre var tømrermester Henrik Thyberg og Birgitte Oline Cathrine Nicoline Falenkamp. Tybjerg lærte at tegne hos Christian Hansen og senere hos G.F. Hetsch. 1835 blev han elev af Kunstakademiets medaljeskole og kom samtidig i tømrerlære. 1840 vandt han den lille og året efter den store sølvmedalje. I årene fra 1841 til 1843 var han på rejser til Malaga, Barcelona, Marseille, Genua og Rom. De fleste af disse rejser blev dog gennemført af helbredshensyn snarere end som studierejser, eftersom Tybjerg hele livet igennem døjede med epilepsi.

## Karriere
Tybjerg færdedes i kredsen omkring H.C. Andersen, idet hans søster Henriette var gift med Edvard Collin, og han kom selv til at præge bybilledet i guldalderens København. Hans beboelsesejendomme og herregårde var præget af senklassicismen, som den blev formet af Karl Friedrich Schinkel, og facaderne på Tybjergs byhuse viser en behersket og elegant brug af ornamentik og reliefvirkninger. Ligesom sine samtidige, H.C. Stilling og P.C. Hagemann, bevægede han sig også så småt ud i historicismen, men her er Tybjergs forsøg mere famlende og savner fantasi. Et af hans hovedværker, Grandjeans Gård med facader til både Bredgade og Store Strandstræde, er fredet, og det samme gælder Treschows Stiftelse.
Han blev gift 1. gang 23. april 1858 i København med Juliane Marie Poulsen (29. december 1835 smst. – 1. juni 1867 smst.), datter af arbejdsmand Niels Poulsen og Inger Jørgensen. 2. gang ægtede han 4. november 1868 i København Elise Karoline Oltmann (26. september 1837 smst. – 12. november 1900 smst.), datter af skræddermester Johann Karl Otto Oltmann og Karoline Wagner. 
Han er begravet på Assistens Kirkegård.

## Værker
Ejendomme i København:
- Tømrerlaugets Stiftelse og laugshus, Adelgade 27 B-C (1851, nedrevet)
- Nordlige sidehus, Dronningensgade 37, Christianshavn (1851-52)
- Treschows Stiftelse, Overgaden oven Vandet 76-78, Christianshavn (1853, fredet)
- Grandjeans Gård, Bredgade 4/Store Strandstræde 3 (1853-54, fredet 1959)
- Sankt Annæ Plads 22 (1854) og 20 (1857)
- Amagertorv 1 (1854)
- Frederiksholms Kanal 8/Stormgade 2-4 (1854-55)
- Peder Hvitfeldts Stræde 17/Rosengården 1 (1855-56)
- D.E. Funchs eddikebryggeri, Toldbodgade 19-21 (1856)

På landet:
- Luis Bramsens sommerhus Weehawkee, Strandvejen 628, Tårbæk (1852, forhøjet 1862 af Vilhelm Tvede, nedrevet 1975)
- Birkendegård (1854)
- Smakkerupgård (1854, tidligere Lerchesminde)
- Udbygård ved Randers (1855-57)

### Projekter
- Maskinbygning til Peter M. Lindbergs kloakanlæg i København (1850)
- Arbejderboliger på Christianshavn, Lægeforeningens konkurrence (1853, 2. præmie)
- Villaer
- Russisk kapel, Toldbodgade
- Udvidelse af Efterslægtselskabets Skole, Østergade
- Grundlovsmonument, Kongens Nytorv (1868)
- Det Kongelige Teater (1871, konkurrence)

### Dekorative arbejder
- Biskop J.P. Mynsters mindesmærke i Vor Frue Kirke (1855)
- Møbler, spejlrammer, butiksinventar m.m.